# Mount Morse
Mount Morse är ett berg i Antarktis. Det ligger i Östantarktis. Australien gör anspråk på området. Toppen på Mount Morse är 1 829 meter över havet, eller 351 meter över den omgivande terrängen. Bredden vid basen är 3,5 km.
Terrängen runt Mount Morse är huvudsakligen kuperad, men österut är den bergig. Trakten är obefolkad. Det finns inga samhällen i närheten.